# Laetesia
Laetesia es un género de arañas araneomorfas de la familia Linyphiidae. Se encuentra en Oceanía. 

## Lista de especies
Según The World Spider Catalog 12.0:
- Laetesia amoena Millidge, 1988
- Laetesia asiatica Millidge, 1995
- Laetesia aucklandensis (Forster, 1964)
- Laetesia bellissima Millidge, 1988
- Laetesia chathami Millidge, 1988
- Laetesia distincta Millidge, 1988
- Laetesia egregia Simon, 1908
- Laetesia forsteri Wunderlich, 1976
- Laetesia germana Millidge, 1988
- Laetesia intermedia Blest & Vink, 2003
- Laetesia leo van Helsdingen, 1972
- Laetesia minor Millidge, 1988
- Laetesia mollita Simon, 1908
- Laetesia nornalupiensis Wunderlich, 1976
- Laetesia oceaniae (Berland, 1938)
- Laetesia olvidada Blest & Vink, 2003
- Laetesia paragermana Blest & Vink, 2003
- Laetesia peramoena (O. Pickard-Cambridge, 1879)
- Laetesia prominens Millidge, 1988
- Laetesia pseudamoena Blest & Vink, 2003
- Laetesia pulcherrima Blest & Vink, 2003
- Laetesia trispathulata (Urquhart, 1886)
- Laetesia weburdi (Urquhart, 1890)
- Laetesia woomeraensis Wunderlich, 1976